# L'Antijuif
Ne doit pas être confondu avec L'Antijuif algérien.
L'Antijuif est un ancien hebdomadaire français antisémite fondé à Paris le 11 août 1898 par l'anti-dreyfusard Jules Guérin, président de l'association « Grand Occident de France » (d'abord nommée « Ligue antisémitique de France ») dont le périodique se veut l'organe officiel.
Son tirage fut de 40 000 exemplaires dont la moitié fut distribuée gratuitement au titre de la propagande.

## Description
Ce périodique advient en pleine Affaire Dreyfus. Vendu 10 centimes, sous-titré « Défendre tous les travailleurs », le journal dispose d'une rédaction située d'abord au 56 rue Rochechouart. Au bout de quelques numéros, des illustrations apparaissent, dont des doubles pages en couleurs. Le 9 avril 1899, la mention « Grand Occident de France (rite antijuif) » est libellée en une, remplaçant celle de « Ligue antisémitique de France ». Le journal était notamment financé par le duc d'Orléans.
Le 23 avril 1899, le siège du journal et de l'association migrent au no 51 de la rue de Chabrol. Il fut assiégé par la police le 13 août 1899, Guérin ayant voulu fomenter un coup d'État aux côtés notamment de Paul Déroulède. Sa citadelle tint pendant cinq semaines avec douze hommes. La presse de l'époque créa alors le terme « Fort Chabrol ».
Guérin est alors emprisonné, mais la publication du périodique avait cessé dès après le 2 juillet 1899.
Elle reprend sous la direction de son frère Louis Guérin, le 11 mars 1900 à la même adresse mais pour un seul numéro, tandis que le 20 mars, paraît une publication, sous le titre Le Petit antijuif de l'Est à Nancy, qui se définit comme organe régionale du Grand Occident de France, et qui cesse de paraître en 1909. En octobre 1901, fut lancé Le Petit Antijuif de Lyon, qui cessa en septembre 1902. Cette année-là, le 18 juin, fut publié Le Petit Antijuif de Paris qui n'eut que deux éditions.
L'Antijuif de la rue de Chabrol reprend sa parution le 6 janvier 1901, passe à 5 centimes, et cesse de nouveau sa parution le 27 décembre 1902, avant de reprendre les 22 mars et 2 avril 1903, ses derniers numéros.
Un supplément, L'Antijuif français illustré, parut du 8 septembre au 29 décembre 1898, durant les premiers mois de cette publication, contenant de nombreuses caricatures.
Guérin lance après avril 1903, La Tribune française : journal quotidien : défendre tous les travailleurs, combattre tous les spéculateurs.
En janvier 1994, fut créée une Association Mémoire Jules Guérin, qui entretient sa tombe au cimetière de Montmartre.

## Contributeurs[8]
- Jean Drault
- Émile Gravelle
- Daniel Kimon
- A. Lambot (dessins)
- Albert Larquier (d)
- Léon Roze (dessins)
- Raphaël Viau

## Dans la fiction
La série française Paris Police 1900 évoque indirectement une partie de l'histoire du journal, en décrivant la vie des frères Jules et Louis Guérin et leurs liens avec le député nationaliste et antisémite Édouard Drumont.